# Bob Kaufman
Bob Kaufman (* 18. April 1925 in New Orleans, Louisiana; † 12. Januar 1986 in San Francisco; vollständiger Name Robert Garnell Kaufman) war eine Größe der Beatpoeten und Beatniks, Surrealist. Er wurde inspiriert durch den Jazz. In Frankreich war er bekannt als „der schwarzamerikanische Rimbaud.“

## Leben
Kaufman war der Sohn eines deutschen Juden und einer römisch-katholischen Schwarzen von Martinique. Er wuchs mit 13 Geschwistern auf. In den frühen 1940ern begann sein Literaturstudium an der New Yorker „The New School“, wo er William S. Burroughs, Gregory Corso und Allen Ginsberg traf. 1944 heiratete er Ida Berrocal. Aus dieser Ehe entspross 1945 eine Tochter, Antoinette Victoria, geboren in New York City. 1958 heiratete Kaufman in zweiter Ehe Eileen Singe in North Beach, San Francisco, mit ihr hatte er einen Sohn, Parker, benannt nach dem Jazzmusiker Charlie Parker.
Mit anderen Dichtern zusammen (Allen Ginsberg, John Kelly und William Margolis) war er einer der Gründer des Beatitude Magazine.
Ein Dokumentarfilm über das Leben und Werk afroamerikanischen Dichters in der Regie von Billy Woodberry erschien 2015 und feierte auf der Viennale im selben Jahr Premiere.

## Schriften
- Abomunist Manifesto. City Lights, San Francisco 1958.
- Second April. City Lights, San Francisco 1958.
- Does the Secret Mind Whisper? City Lights, San Francisco 1959.
- Solitudes Crowded with Loneliness. New Directions, New York 1965.
- Golden Sardine. City Lights, San Francisco 1967. Herausgegeben von Mary Beach

- Sardine Dorée, Übersetzung ins Französische von Mary Beach, Christian Bourgois éditeur, Paris 1976

- Watch My Tracks. Knopf, 1971
- Ancient Rain: Poems 1956–1978. New Directions, New York 1981.

- Eremit in San Francisco. Lyrik & Prosa, aus dem Amerikanischen von Udo Breger, Eco-Verlag, Zürich 1982, ISBN 978-3-85637-052-7.
- Der Alte Regen, Übersetzung ins Deutsche von Egon Günther, Stadtlichter Presse, Wenzendorf 2019, ISBN 978-3-947883-08-0.

- mit Gerald Nicosia: Cranial Guitar: Selected Poems by Bob Kaufman. Coffee House Press, Minneapolis, MN 1996.
- Eileen Kaufman: Keeper of the Flame. In: Brenda Knight: Women of the Beat Generation. The Writers, Artists, and Muses at the Heart of a Revolution. Conari, New York 2000, S. 103–114.